# Dolichoderus tricornis
Dolichoderus tricornis is een mierensoort uit de onderfamilie van de Dolichoderinae. De wetenschappelijke naam van de soort is voor het eerst geldig gepubliceerd in 1897 door Emery.